# Maison-musée Julio Flórez
La maison-musée Julio Flórez est un site culturel de la municipalité d'Usiacurí, en Colombie. Depuis 2007, elle est considérée comme un monument national colombien.

## Historique
En 2001, la Fundación COPROUS, qui est une organisation sociale de la municipalité d'Usiacurí, décide de restaurer la maison en ruines du poète colombien Julio Flórez Roa, maison dans laquelle il a passé les treize dernières années de sa vie.
La maison-musée Julio Flórez est élevée au rang de patrimoine culturel de l'Atlántico en 2002. Puis, elle acquiert le statut de monument national via la résolution no 1126 du 14 février 2007.